# Wede Kefale
Wede Kefale Belew (amharisch ወዴ ከፋለ በለው; * 2. März 2000) ist eine äthiopische Leichtathletin, die sich auf den Langstreckenlauf spezialisiert hat.

## Sportliche Laufbahn
Erste internationale Erfahrungen sammelte Wede Kefale bei den Crosslauf-Weltmeisterschaften 2017 in Kampala, bei denen sie nach 20:04 min den 13. Platz im U20-Rennen belegte. Bei den Crosslauf-Weltmeisterschaften 2019 in Aarhus wurde sie nach 21:14 min Achte im U20-Rennen und bei den Crosslauf-Weltmeisterschaften 2023 in Bathurst lief sie nach 35:14 min auf dem 15. Platz im Einzelrennen ein. Im Jahr darauf gewann sie bei den Afrikaspielen in Accra in 33:38,37 min die Silbermedaille im 10.000-Meter-Lauf hinter der Kenianerin Janeth Chepngetich.

## Persönliche Bestzeiten
- 10.000 Meter: 32:45,49 min, 3. Juni 2023 in Hengelo
- 10-km-Straßenlauf: 31:16 min, 1. Oktober 2022 in Lille